# Изяслав Мстиславич
Изясла́в Мстисла́вич (в крещении — Пантелеи́мон) (конец 1090-х годов/начало XII века, Великий Новгород — 13 ноября 1154, Киев) — князь Курский (1127—1129), Полоцкий (1129—1132), Туровский (1132—1134), Волынский (1135—1141), Переяславский (1141—1146) и великий князь Киевский (1146—1149, 1150, 1151—1154).
Второй сын новгородского князя Мстислава Владимировича Великого от первого брака с Христиной, дочерью конунга Швеции Инге I Стенкильссона Старшего, внук Владимира Мономаха. Один из первых древнерусских князей, которого летопись (Киевский свод в составе Ипатьевской летописи) называет «царём». Покровитель Климента Смолятича.

### Ранняя биография
Впервые упоминается в летописи под 1127 годом, когда был посажен дядей Ярополком Переяславским в Курске. В числе других князей он был послан отцом на Полоцкую землю и после изгнания полоцких князей посажен в Полоцке.

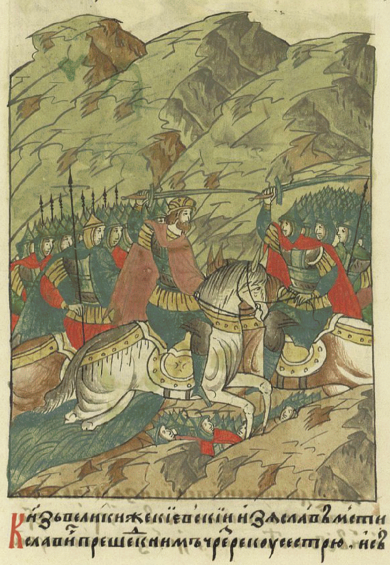
Изяслав II в бою с галичанами, Лицевой летописный свод, XVI в.

Вероятно, его отец Мстислав Владимирович готовил Изяслава и его старшего брата Всеволода к тому, чтобы занять киевский стол, не дожидаясь княжения большинства его младших братьев — сыновей Владимира Мономаха. Во всяком случае, по уговору с наследником Мстислава — бездетным Ярополком, именно Всеволод (или Изяслав) должны были занять родовую столицу Мономаховичей Переяславль.
По смерти Мстислава в 1132 году, когда киевский стол занял Ярополк, он дал Переяславль Всеволоду Мстиславичу Новгородскому, изгнанному затем Юрием Владимировичем, и тогда Изяслав был вызван из Полоцка и посажен в Переяславле. Но скоро Ярополк, во избежание неудовольствия братьев и желая удержать хотя бы часть Полоцкой земли (в Полоцк вернулась местная княжеская династия), вывел его насильно оттуда и дал ему Туров и Пинск впридачу к Минску; в Переяславле был посажен Вячеслав Владимирович, но он недолго пробыл там и опять вернулся в Туров, выгнав оттуда Изяслава, что стало отправной точкой в союзе Изяслава с Ольговичами и в его борьбе против дядей.
Лишённый волости, Изяслав ушёл к брату Всеволоду в Новгород и оттуда они вторглись во владения своего дяди Юрия Долгорукого (1135 год). В сражении у Жданой горы оба войска понесли большие потери, но Юрий устоял, новгородцам пришлось вернуться. Тогда Мстиславичи вместе с Ольговичами и половцами предприняли разорительный набег по Переяславской волости и дошли до самого Киева. Ярополк должен был уступить, перевёл Андрея Владимировича в Переяславль, а Изяслава во Владимир-Волынский.
В 1139 году умер Ярополк, и Киев был захвачен Всеволодом Ольговичем. Всеволод, женатый на сестре Изяслава Марии, старался было войти в соглашение с ним и его братьями, но они отнеслись к нему недоверчиво. Попытка Всеволода напасть на Изяслава была неуспешна, и они наконец примирились. После смерти Андрея Владимировича (1141) Всеволод отдал Изяславу Переяславль, а на Волыни сел Святослав Всеволодович. До смерти Всеволода в 1146 году они жили в дружбе, однако главными союзниками Изяслава оставались родные братья, в особенности Ростислав Смоленский.

## Великое княжение
Перед смертью Всеволод Ольгович завещал Киев брату Игорю и заставил Изяслава Мстиславича целовать ему крест; но лишь только Всеволод скончался, как Изяслав по приглашению киевлян двинулся к Киеву и овладел им. Игорь попал в плен. Дядя Изяслава Вячеслав (6-й сын Владимира Мономаха) заявил было свои права на великое княжение, попытался отдать Волынь другому племяннику — Владимиру Андреевичу в соответствии с предыдущим соглашением с его отцом, но поплатился за это изгнанием из Турова. И если Всеволоду Ольговичу удалось вернуть киевскому княжению лишь Волынь (во многом благодаря лишению Владимира Андреевича наследства после смерти его отца в Переяславле в 1141 году), то под прямым контролем Изяслава оказались также Туров и Переяславль.
Убийство киевлянами Игоря Ольговича сделало его брата Святослава Новгород-Северского непримиримым противником Изяслава Мстиславича. В стремлении расколоть союз потомков Святослава Ярославича Изяслав поддерживал претензии черниговских Давыдовичей на Новгород-Северский. Юрий Долгорукий в этой тяжелейшей ситуации поддержал Святослава и таким образом обрёл на юге верного союзника. Также его союзником был Владимирко Володаревич Галицкий, который стремился сохранить независимость своего княжества от Киева, и половцы. Союзниками Изяслава были смоляне, новгородцы и рязанцы, обеспокоенные соседством с сильным Суздалем, а также Венгрия, Чехия и Польша, чьи правители находились в династическом родстве с Мстиславичами. Дважды Юрий захватывал Киев и дважды изгонялся Изяславом. После нормализации отношений между Изяславом и Вячеславом Владимировичем и победы на Руте (май—июнь 1151) Изяслав окончательно вытеснил Юрия с юга и поодиночке разбил его южных союзников: галичане были разбиты на Сане (1152) и под Теребовлем (февраль 1154), Святослав Ольгович — под Новгородом-Северским (февраль 1153).
В 1147 году Изяслав собрал в Киеве собор епископов Руси для избрания митрополита всея Руси без благословения Константинопольского патриарха, что было каноническим нарушением. Указал на Климента Смолятича как на достойного, по его мнению, занять митрополичий престол. Ряд русских епископов воспротивились воле князя, в частности новгородский епископ Нифонт, что вызвало церковную смуту и раскол (при этом сам Изяслав был отлучён от церкви поставленным в Константинополе новым митрополитом всея Руси Константином), продолжавшийся до середины 1160-х.
В 1154 году Изяслав женился второй раз (на грузинской царевне, дочери Деметре I) и вскоре умер (13 ноября 1154). Кончина Изяслава вызвала большое горе среди киевлян, а также среди тюркских союзников Киева — «чёрных клобуков» (берендеев и торков).
Будучи одним из старших внуков Владимира Мономаха, Изяслав немногим уступал в возрасте его младшим сыновьям и в силу лествичного права рисковал оставить своих потомков изгоями, если бы не занял великое княжение. Летопись приписывает ему изречение: «Не идёт место к голове, а голова к месту», то есть наиболее достойный должен сам искать лучшего княжения. В его ситуации это было особенно актуально, поскольку его, одного из старших внуков Мономаха, пережили двое младших дядьёв, и в случае, если бы он не захватил престол, его дети оказались бы изгоями. Всё правление Изяслава — искусного полководца, прославившегося своими военными хитростями, прошло в непрерывной войне за великое княжение. Его опорой в этой борьбе служили прежде всего жители киевской земли (они симпатизировали Изяславу и его потомкам и враждебно относились к суздальским князьям).

## Семья и дети
Первая жена (ум. 1151). Её происхождение в летописях не указывается, но Н. Баумгартен на основании польских источников указал, что она была родственницей императора Священной Римской империи Фридриха I Барбароссы. Их дети:
- Мстислав (1125/26 — 19 августа 1170) — князь Волынский, великий князь Киевский.
- дочь; муж: с 1143 Рогволод Борисович (ум. после 1171), князь Полоцкий.
- Евдокия; муж: с ок. 1151 Мешко III Старый (1126/27 — 13 марта 1202), князь великопольский.
- Ярослав (ок. 1132—1180) — князь Волынский, великий князь Киевский.
- Ярополк (ум. 7 марта 1168) — князь Шумский.

Н. М. Карамзин в книге История государства Российского сообщал, что второй женой Изяслава была абазинская княжна, которая не имела от него детей. Но существуют и другие версии происхождения второй жены Изяслава. Л. Войтович считает, что жену Изяслава звали Русудан и она была сестрой царя Грузии Георгия III и, соответственно, дочерью царя Деметре I. Согласно исследованиям по генеалогии Багратионов, Русудан была замужем за сельджукским султаном, а женой Изяслава была другая дочь, неизвестная по имени.

## Образ Изяслава Мстиславича в кино
- Князь Юрий Долгорукий (1998; Россия) режиссёр Сергей Тарасов, в роли Аристарх Ливанов.

## В художественной литературе
- Исторические романы Павла Загребельного «Смерть в Киеве», Сергея Заграевского «Бедный рыцарь храма» (М.: ОГИ, 2013)